# Alkbottle
Alkbottle est un groupe de hard rock et heavy metal autrichien, originaire de Vienne. Beaucoup des chansons parlent de la bière, la consommation d'alcool en général et de leurs conséquences.

## Biographie
Roman Gregory et Christian Zitta forment le groupe en 1990. Ils sont rejoints par le bassiste Marco Billiani et le batteur  Alex « Mungo » Brunner. Le groupe se fait connaître par ses reprises de groupes comme AC/DC dans l'argot de Meidling. En 1994, le second album Blader, Fetter, Lauter und A Bissl Mehr se vend à plus de 25 000 exemplaires. En 1998, Alkbottle annonce sa dissolution, Roman Gregory commence une carrière solo. En 2001, le groupe donne deux concerts à Vienne du 3 Jahres-Bandauflösungs-Jubiläums et produit un DVD live. En 2003, Alkbottle reprend l'hymne du football You'll Never Walk Alone pour faire St. Hanappi destiné au club du Rapid Vienne.
La tournée Fett Wia a Christkindl Tour 2007 s'arrête à Salzbourg, Klagenfurt et Vienne, où le groupe présente de nouveaux morceaux. L'album Hier regiert der Rock n’ Roll paraît en avril 2008. Après le départ au bout d'un an du batteur qui remplaçait Peter Wagner, parti pour des différends internes, le groupe organise en 2009 un concours pour trouver son nouveau membre. Christoph « Mad » Ullmann gagne sa place contre sept autres candidats lors d'une finale le 3 juillet 2009 à l'Arena de Vienne.
À l'automne 2010, Alkbottle publie un coffret pour les vingt ans du groupe. Il se permet de participer au concours pour sélectionner le représentant de l'Autriche au Concours Eurovision de la chanson 2011. Pour ce faire, Roman Gregory et Marco Billiani produisent une vidéo où ils sont soutenus par Hans Krankl, Anton Polster, les joueurs du Rapid Vienne, le groupe de hip-hop Die Vamummtn. Le 8 août 2016, le groupe participe au Hafen Open Air 2016.

## Discographie

### Albums studio
- 1993 : No Sleep Till Meidling
- 1994 : Blader, Fetter, Lauter und A Bissl Mehr
- 1995 : Wir san auf kana Kinderjausn
- 1996 : Live statt nüchtern
- 1997 : Trivialkbottle
- 1998 : The Last of Alkbottle (double CD)
- 2004 : Live im Zelt 94 (double CD)
- 2008 : Hier regiert der Rock n' Roll
- 2010 : 20 Joa in Ö / Fett wia Christkindl (doucle CD)
- 2011 : S´Ollagrösste und A Bissl Mehr (Best-of)
- 2012 : Für immer

### Singles
- 1995 : Geh scheissn!
- 1995 : Fliesenlegen
- 1997 : Wir trinken auf Rapid (1997)
- 2004 : 6 Bier (2004)
- 2009 : Rockstar in Austria (2009)
- 2011 : Wir san do net zum Spaß (2011)